# Волосківці (Рівненський район)
Воло́сківці — село в Україні, в Рівненському районі Рівненської області. Населення становить 418 осіб.

## Географія
На південній околиці села пролягає автошлях Р77 (автомобільний шлях регіонального значення в Україні, Рівне — Тучин — Гощу — Вельбівно).

## Історія
На кінець 19 століття в селі 127 дворів і 1051 жителів православних, 29 римо-католиків і 22 юдеї. Церква Покровська початку 18 століття з опасанням, однокупуляста з «трьома вежами», збудована на дубових стовпах. Урочища: Скотинець і Острів. В селі функціонувала церковно-приходська школа 1868 року.
У 1906 році село Сіянецької волості Острозького повіту Волинської губернії. Відстань від повітового міста 8 верст, від волості 13. Дворів 83, мешканців 620.
У квітні 1919 року в районі Кривина розгорнулися жорстокі бої, в яких брав участь знаменитий панцерник "Стрілець". Під час цих боїв село Волосківці було спалене
З 12 червня 2020 року у складі Острозької міської громади.

## Населення

### Мова
Розподіл населення за рідною мовою за даними перепису 2001 року:
| Мова       | Кількість | Відсоток |
| ---------- | --------- | -------- |
| українська | 417       | 99.76%   |
| російська  | 1         | 0.24%    |
| Усього     | 418       | 100%     |